# Militärverdienstkreuz (Mecklenburg)

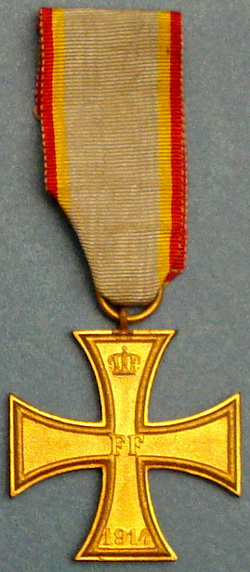
Militärverdienstkreuz II. Klasse

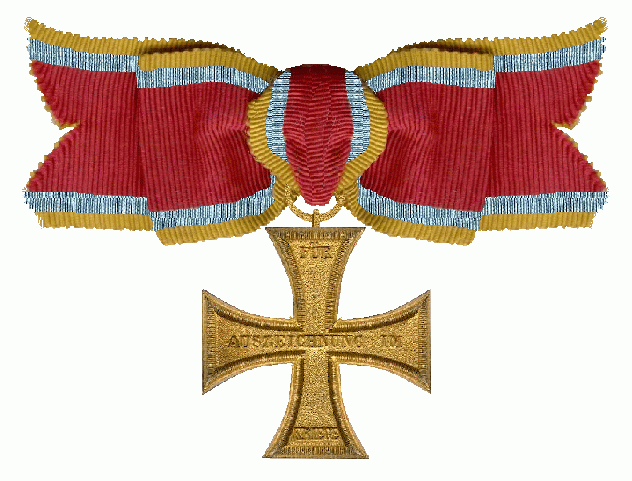
Militärverdienstkreuz an der Damenschleifen

Das Militärverdienstkreuz wurde am 5. August 1848 durch Großherzog Friedrich Franz II. von Mecklenburg „... für hervorragende Beweise an Tapferkeit im Feldzuge gegen Dänemark in den Jahren 1848/49“ gestiftet. Vergeben wurde er aber auch an Teilnehmer des Feldzugs in Baden im Jahr 1849. Durch Erlass vom 24. Dezember 1870 wurde seine Verleihung auch auf Personen ausgedehnt, die nicht direkt an Gefechten teilgenommen hatten. In diesem Falle wurde das Kreuz am roten Band des Hausordens der Wendischen Krone getragen. Laut Verordnung vom 1. Mai 1871 konnte es auch an Damen verliehen werden, die sich während des Krieges besonders ausgezeichnet hatten. 

## Aussehen
Das Ordenszeichen ist aus Bronze und hat die Form des Eisernen Kreuzes. Auf der Vorderseite stehen die Worte FÜR AUSZEICHNUNG IM KRIEGE. Auf der Rückseite befindet sich im oberen Kreuzarm die großherzogliche Krone, in der Mitte die Initialen F F (Friedrich Franz) und im unteren Kreuzarm die Jahreszahl 1848 für die Teilnehmer am Feldzug gegen Dänemark, 1849 für die Teilnehmer an der Niederschlagung der Badischen Revolution.

## Trageweise
Getragen wurde die II. Klasse an einem ponceauroten Band mit hellblauem und gelbem Randstreifen auf der linken Brust. Frauen dekorierten die Auszeichnung an einer Damenschleife. Die I. Klasse wurde als Steckkreuz getragen.
Die letzten Verleihungen wurden Ende Mai 1929 abgeschlossen.